# El Duraznillo, San Luis Potosí
El Duraznillo är en ort i Mexiko.   Den ligger i kommunen Villa de Ramos och delstaten San Luis Potosí, i den centrala delen av landet, 500 km nordväst om huvudstaden Mexico City. El Duraznillo ligger 2 215 meter över havet och antalet invånare är 208.
Terrängen runt El Duraznillo är en högslätt. Runt El Duraznillo är det glesbefolkat, med 13 invånare per kvadratkilometer. Närmaste större samhälle är Salitrillo, 14,6 km sydost om El Duraznillo. Omgivningarna runt El Duraznillo är i huvudsak ett öppet busklandskap.